# Rock Around the Clock
«Rock Around the Clock», также «(We’re Gonna) Rock Around the Clock» (трад. перевод: «Рок круглые сутки») — песня, написанная в 1952 году американскими музыкантами Максом Фридманом и Джеймсом Майерсом. Песня приобрела массовый успех в 1955 году в записи Билла Хейли и его группы The Comets. Несмотря на то, что «Rock Around the Clock» не считается совершенно однозначно первой записью рок-н-ролла, именно она сыграла решающую роль в популяризации данного жанра. Кроме того, сингл с песней стал одним из самых продаваемых в истории музыки.

## Обзор
«Rock Around the Clock» была написана Фридманом и Майерсом в конце 1952 года. Именно Майерс предложил записать её Биллу Хейли и его группе The Comets после успеха их песни «Crazy Man, Crazy» в 1953 году, однако продюсер Хейли воспрепятствовал этому. Тогда Майерс отдал песню Сонни Дэю и его группе The Knights, в записи которых она и вышла впервые, пользуясь успехом в некоторых регионах США (эта версия мало была похожа на будущий сингл Хейли).
Когда Билл Хейли перешёл весной 1954 года на Decca Records, он решил записать «Rock Around the Clock» на первой же сессии для нового лейбла. Запись проходила в нью-йоркской студии «Pythian Temple» с участием сессионных музыкантов (барабанщик и гитарист, принявшие участие в записи, не были членами The Comets). Было записано два дубля, из которых была смонтирована одна версия. Продюсер записи Гейблер, тем не менее, был более заинтересован в песне «Thirteen Women (And Only One Man In Town)», записанной тогда же: в итоге она вышла на заглавной стороне сингла, в то время как «Rock Around the Clock» была помещена на сторону «Б». Сингл вышел на Decca Records 20 мая 1954 года. Так как термина рок-н-ролл в современном его значении ещё не существовало, «Rock Around the Clock» была обозначена на пластинке как фокстрот.
Несмотря на то, что песню стали играть на радиостанциях и она даже вошла в американский хит-парад, настоящего успеха у «Rock Around the Clock» не было долгое время. Лишь с выходом весной 1955 года фильма «Школьные джунгли», в котором песня была использована в качестве музыкальной заставки, к «Rock Around the Clock» пришла подлинная популярность. К тому времени песня была переиздана на сингле на стороне «А» и 9 июля 1955 стала первым рок-н-роллом, занявшем 1-е место в хит-параде категории «поп-музыка» журнала «Билборд», на котором продержалась 8 недель. Согласно «Книге рекордов Гиннесса», «Rock Around the Clock» является самым продаваемым синглом в истории поп-музыки после «White Christmas» Бинга Кросби.
Впоследствии Хейли не раз перезаписывал «Rock Around the Clock».

## Список композиций сингла (Decca 9-29124)
1. (A) «Thirteen Women (And Only One Man In Town)» — 2:52
2. (Б) «(We’re Gonna) Rock Around the Clock» — 2:08

## В фильмах
- 1955 — Школьные джунгли
- 1956 — Рок круглые сутки[англ.]
- 1961 — Совершенно серьёзно (новелла «Иностранцы»)
- 1973 — Американские граффити
- 1974 — Счастливые дни
- 1978 — Супермен
- 1982 — Покровские ворота
- 1984 — Блондинка за углом
- 1989 — Город Зеро
- 1991 — Ночные забавы
- 1999 — Бандитский Петербург. Фильм 2. Адвокат
- 2005 — Космос как предчувствие
- 2009 — Стать Джоном Ленноном
- 2016 — Легенды завтрашнего дня

## В компьютерных играх
- 2010 — Mafia II